# HD 176704
HD 176704，又名CD-2513655，SAO 187599、HR 7195，是一颗恒星，视星等为5.65，位于銀經11.6，銀緯-13.32，其B1900.0坐标为赤經18h 56m 20.4s，赤緯-24° -13.32′ 5″。